# Jean-Jacques Souhaitty
Jean-Jacques Souhaitty (vers 1632 - vers 1697) est un franciscain parisien du XVIIe siècle, fondateur d'un système de notation de la musique chiffrée, remodelé par Jean-Jacques Rousseau. Il expose son système dans les Nouveaux élémens de chant ou l'essay d'une nouvelle découverte qu'on a faite dans l'art de chanter (Paris, Pierre le Petit, 1677), et derechef dans Essai du chant de l'Église par la nouvelle méthode des nombres: Clef, principes et tables de cette Méthode (1679).